# Лимфобласт

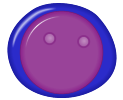
Лимфобласт

Лимфобласт — это дифференцирующаяся форма антиген-наивного (то есть ранее не знакомого с антигеном) лимфоцита, которая возникает, когда лимфоцит активируется антигеном (с помощью антиген-презентирующих клеток, таких, как макрофаги, моноциты крови и дендритные клетки). При этом лимфоцит проходит процесс, называемый «бласттрансформацией», становится лимфобластом — увеличивается в размерах за счёт ядра и цитоплазмы, в нём происходит интенсивный синтез мРНК и белков. Затем лимфобласт начинает интенсивно делиться, в результате чего образуется клон изначальных («антиген-наивных») клеток. И затем делящиеся клетки проходят антигенную специализацию и финальную дифференциацию (через стадию пролимфоцита) в те или иные эффекторные клетки иммунной системы — плазматические клетки (для B-лимфоцитов), цитотоксические Т-лимфоциты (Т-киллеры) и хелперные Т-лимфоциты (Т-хелперы, Т-помощники) с той или иной заданной антигенной специфичностью.
Лимфобласты являются незрелыми клетками, которые в норме, как правило, в конечном итоге дифференцируются в зрелые лимфоциты. В норме лимфобласты находятся только в костном мозге и в небольшом количестве в лимфатических узлах и селезёнке. Однако при остром лимфобластном лейкозе лимфобласты начинают неконтролируемо размножаться и в больших количествах обнаруживаются в периферической крови.
Типичные размеры лимфобластов — от 10 до 20 мкм.
Хотя термин «лимфобласт» обычно относится к клеткам-предшественникам в процессе созревания лимфоцитов, использование этого термина в различных источниках различается. Так, международный Консорциум по исследованию хронического лимфоидного лейкоза определяет термин «лимфобласт» следующим образом: это «лимфоцит, который становится крупнее после стимуляции антигеном. Лимфобласты выглядят как незрелые лимфоциты, и ранее их считали клетками-предшественниками». Когда говорят об остром лимфобластном лейкозе, термин «лимфобласты» часто сокращают до «бласты», или «бластные клетки», поскольку и так понятно, что речь идет о лимфобластах, а не о миелобластах.
Лимфобласты можно микроскопически отличить от миелобластов по тому, что они обычно имеют менее выраженные ядрышки, более плотный конденсированный хроматин, и не имеют цитоплазматических гранул. Однако эти морфологические отличия не абсолютны, поэтому окончательное определение типа клеток и, соответственно, окончательный диагноз зависит от иммунофенотипирования клеток флюоресцентно окрашенными антителами к специфическим поверхностным антигенам — рецепторам, так называемым кластерам дифференцировки, характерным для клеток соответственно лимфоидного или миелоидного ряда, а также от профилирования экспрессии «типично миелоидных» и «типично лимфоидных» генов (обнаружения в клетках соответствующих мРНК и белков).

## Дополнительные изображения

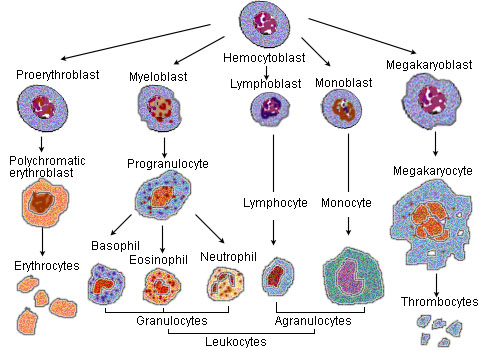
Различные линии клеток крови